# Chirostoma riojai
Chirostoma riojai is een straalvinnige vissensoort uit de familie van de koornaarvissen (Atherinopsidae). De wetenschappelijke naam van de soort is voor het eerst geldig gepubliceerd in 1966 door Solórzano & López.